# Hoplopholcus figulus
Hoplopholcus figulus är en spindelart som beskrevs av Brignoli 1971. Hoplopholcus figulus ingår i släktet Hoplopholcus och familjen dallerspindlar.
Artens utbredningsområde är Grekland. Inga underarter finns listade i Catalogue of Life.